# 천하무적 이효리
천하무적 이효리는 대한민국의 가수 이효리의 첫 번째 단독 콘서트이다.

## 설명
- 세 번째 정규 앨범 It's Hyorish의 언론 인터뷰에서 이효리는 “데뷔 10주년이니 단독 콘서트를 개최하고 싶다.”고 여러번 언급하였다. 당시에는 음반이 10만장이 돌파하면 개최하고 싶다고 언급하였다.[1]
- 앨범 활동의 종료 1달 뒤 콘서트 준비 소식이 인터넷을 통해 전해졌고 2008년 10월, 소속사 엠넷미디어는 2008년 12월 20일 첫 단독 콘서트 개최를 공식 보도자료로 내보냈다.
- 인터넷을 통해 선예매는 2008년 11월 6일 옥션 티켓에서 개최되었고 10분만의 전 좌석 매진 되었다.
- 본래 예정이었던 12월 20일의 전 좌석이 매진 되자 11월 14일의 보도자료를 통해 2008년 12월 19일로 추가 공연을 결정하였다.
- 핑클 콘서트 이후로 단독 콘서트는 처음이다.

## 공연 일정
| 일정             | 도시 | 국가     | 장소           |
| ---------------- | ---- | -------- | -------------- |
| 2008년 12월 19일 | 서울 | 대한민국 | 잠실실내체육관 |
| 2008년 12월 20일 | 서울 | 대한민국 | 잠실실내체육관 |

## 세트 리스트
- Opening VCR -
- 천하무적 이효리
- Toc Toc Toc
- Hey, Mr. Big
- Closer
- Straight Up

- VCR #2 -
- Hey, Girl (with 라이머)
- 깊이 (with 서정환)
- Unusual (with 서정환)
- Getto Superstar
- Anymotion
- Anyclub

※ Special Guest Stage ※

- VCR #3 -
- Dark Angel
- Get Ya'
- 노예 (With Coco Boys)
- Don't Cry

- Ment -
- Only God Knows Why_Guitar Version

- VCR #4 -
- Blue Rain + 영원
- 루비

※ Special Guest Stage ※

- Band Prelude -
- 사진첩

- Ment -
- My Life
- 밀랍천사
- E.M.M.M.
- P.P.P. (With 낯선)

※ Special Guest Stage ※
- Lesson
- U-GO-GIRL (With 낯선)

- Encore VCR -
- 이발소 집 딸
- 10 Minutes

- Band & Dancer Introdution -

## 게스트
- 핑클을 제외한 콘서트 게스트이다.

### 19일 공연
- 길, David : Getto Superstar를 같이 노래하였다. 길은 본인 소속의 그룹 리쌍의 곡 〈RUSH〉를 노래하였다.
- 휘성 : SEXY BOY의 랩 부분의 등장하여 노래하였다. 이후 본인의 곡 〈불치병〉, 〈With Me〉를 노래하였다.
- SG 워너비 : 라라라, 살다가를 노래하였다.

### 20일 공연
- 마이티 마우스 : 〈Getto Superstar〉, 〈패밀리〉를 같이 노래하였다.
- MC몽 : 〈미치겠어〉, 〈몽이응원가〉, 〈서커스〉를 노래하였다.
- 비 : 〈Rainism〉, 〈산토끼〉, 〈It's Raining〉을 노래하였다.
- 빅뱅 : 멤버 T.O.P은 〈Anyclub〉의 랩 부분을 같이 노래할 예정이었지만, 당일 빅뱅의 SBS 〈김정은의 초콜릿〉 녹화 이후 도로정체로 참여 하지 못하였다. 하루하루, 거짓말을 노래하였다.

## 콘서트 이야기
- 공연이 있던 주(週), 〈패밀리가 떴다〉촬영이 월요일-화요일 진행되었는데, 촬영 직후 이효리는 고열로 쓰러졌다.
- 댄서는 솔로활동 이후 함께한 나나스쿨, 위너스, MS가 모두 함께하였다.
- 전 곡이 밴드 편곡 되었다.
- 20일 공연에서는 같이 〈패밀리가 떴다〉 프로그램을 함께하는 이천희가 스태프석 앞에서 관람하였다. ‘U-GO-GIRL with 낯선’ 무대에서 브레이크 타임에 이효리는 이천희와의 친분을 과시하였다.
- 〈Dark Angel〉의 무대 시작전 예고 영상에는 1억원의 돈을 사용하였다고 보도했다.[4]
- 〈Only God Knows Why〉 공연에 사용한 기타는 콘서트 스태프이자 음반의 참여한 김도현과 고태영이 이효리에게 선물한 것이다.
- 19일 공연에서는 "왜 가수들이 콘서트를 하고 눈물을 흘리는지 알겠다."며 모든 공연이 끝나고 멤버 소개에서 눈물을 보이기도 했다.
- 20일 공연에서는 핑클 멤버들과 함께 "4명이 핑클이었던 시절이 가장 행복하고 좋았다."며 이효리, 옥주현, 성유리, 이진 모두 눈물을 보였다.

## 콘서트 기념품
- 콘서트 관객 전원에게 콘서트 티셔츠를 선물하였다.[5]
- 이효리가 전속 모델인 처음처럼은 〈HYORI CONCERT SPECIAL EDITION 미니어처〉를 4000장 한정 제작하여 만19세 이상 관객에서 나눠주었다.
- ‘U-GO-GIRL with 낯선’의 공연에 낯선과 남자 백댄서들가 폴라로이드 카메라로 찍은 이효리의 사진을 무작위로 던져 나눠주었다.

## 콘서트 DVD 발매의 취소
- 2009년 1월 27일 발매 예정인 콘서트 DVD가 지속적으로 미뤄지는 사태가 발생하였다.
- 콘서트 DVD 자켓은 공개된 상태였다.
- 2009년 3월까지 콘서트 DVD가 밀리자, 끝내 엠넷미디어는 콘서트 DVD 발매를 취소하고 사과문을 밝혔다.[6]
- 이 원인에 대해서는 소속사 엠넷미디어와 발매처인 소니뮤직 BMG 간의 의견 차이가 표면적인 이유로 알려지고 있다.

## 콘서트 인건비 미지급
- 콘서트를 기획한 ‘시저스콘텐츠그룹’가 스태프에게 지급 하기로한 인건비가 지급되지 않았다. 이효리 본인도 19일 추가 공연으로 1회분의 공연 개런티를 받기로 하였지만 받지 못하였다.
- 2009년 5월, 이효리가 이 사건을 알게 되어 이효리가 모든 스태프에게 인건비를 자비로 지급하였다.[7]
- 하지만 여전히 ‘시저스콘텐츠그룹’은 소식이 전해지지 않고 있다. 이 사건도 콘서트 DVD 발매 취소의 한 이유로 알려진다.[8]